# イナ・レーペル
イナ・レーペル（独: Ina Lepel、1962年4月18日 - ）は、ドイツ連邦共和国出身の外交官、前駐日ドイツ大使。1988年から1990年にかけて外務省上級職研修後、本省の国連安全保障理事会担当課長や地球規模問題局長代理を経て、2015年7月から2017年5月まで駐パキスタン国ドイツ大使として駐在し、さらに本省のアジア・太平洋局長を務めた後に2019年9月に駐日ドイツ大使に着任、2021年9月まで務めた。現在は、駐インドネシア国ドイツ大使に加えて、ASEAN駐在及び駐東ティモール国ドイツ大使をも務める。

## 略歴
《主な出典：》
- 1962年 – ニーダーザクセン州クックスハーフェン生まれ
- 1981年 – 1987年にかけてキール大学、ボン大学、米国インディアナ大学ブルーミントン校（英語版）にて経済学専攻
- 1988年 – 1990年まで外務省上級職研修
- 2006年7月 – 在パキスタン大使館次席
- 2009年8月 - 本省 国連安全保障理事会担当課長
- 2012年6月 – 本省 地球規模問題局長代理（国連安全保障理事会、非軍事危機予防、人道支援、テロ対策における国際協力担当）
- 2015年7月 - 駐パキスタン国ドイツ大使（ドイツ語版）
- 2017年5月 - 本省 アジア・太平洋局長
- 2019年9月 - 駐日ドイツ大使
- 2021年10月 - 駐インドネシア国ドイツ大使（ドイツ語版、インドネシア語版） （現任中）
- 2021年11月 – ASEAN駐在及び駐東ティモール国ドイツ大使（ドイツ語版） （現任中）

## 外交行事
- 2019年10月22日、皇居正殿松の間で執り行われた今上天皇の即位礼正殿の儀に[3]、フランク＝ヴァルター・シュタインマイヤー大統領および大統領息女と共に次期駐日大使として参列した[4]。
- 2019年12月11日、宮殿の松の間にて執り行われた信任状捧呈式に臨み駐日特命全権大使に就任した[5]。
- 2020年10月2日、東京の駐日ドイツ大使館で東西ドイツ統一から30年目となるドイツ統一記念日レセプションを開催した[6]。
- 2021年3月22日、茂木敏充外務大臣との間で「情報の保護に関する日本国政府とドイツ連邦共和国政府との間の協定」（日独情報保護協定）を署名した[7]。